# 순천향대학교
순천향대학교(順天鄕大學校, Soonchunhyang University)는 대한민국 충청남도 아산시에 소재한 사립 종합대학이다.
1978년 서석조에 의하여 개교한 이래 1990년 종합대학 승격과 함께 순천향대학교로 교명을 변경하여 현재에 이르고 있다. 교명인 순천향(順天鄕)은 '하늘의 뜻에 순응하는 마을' 이라는 뜻으로 알려졌으며, 국문 약칭으로 순천향대(順天鄕大), 영문 약칭으로 SCH 등을 사용한다. 설립 당시, 의과대학 단일 단과대학 체계였지만 규모가 커져 8개 단과대학, 50개 학부 전공, 일반대학원과 5개 특수대학원으로 구성된다.

## 연혁
1978년 1월 14일 학교법인 동은학원이 설립되었고, 같은 해 3월, 동은학원은 민주 복지사회의 건설에 긴요한 전문의료인의 양성을 목적으로 순천향 의과대학을 개교하였다. 이후 교육부로부터 이학부의 설치인가를 받아 1980년 순천향대학으로 교명을 변경하였다. 1980년 자연과학대학, 1981년 인문과학대학, 1982년 경상대학, 1983년 공과대학, 1989년 법과대학, 1992년 체육대학으로 확장, 개편하였다. 또한, 1983년 대학원 석사과정이 설치되고, 1987년 박사 과정이 설치되었으며, 1990년에 종합대학으로 승격되었다. 1995학년도에 교육조직을 재정비하였으며, 특히 전산계 분야에서 전공을 다양화하였다. 1996학년에 교육대학원을 신설/개원하였다. 현재 중앙의료원 산하 4개 종합 병원과 학생생활연구소를 비롯한 15개의 부설연구소를 운영하고 있다.

## 학교 시설

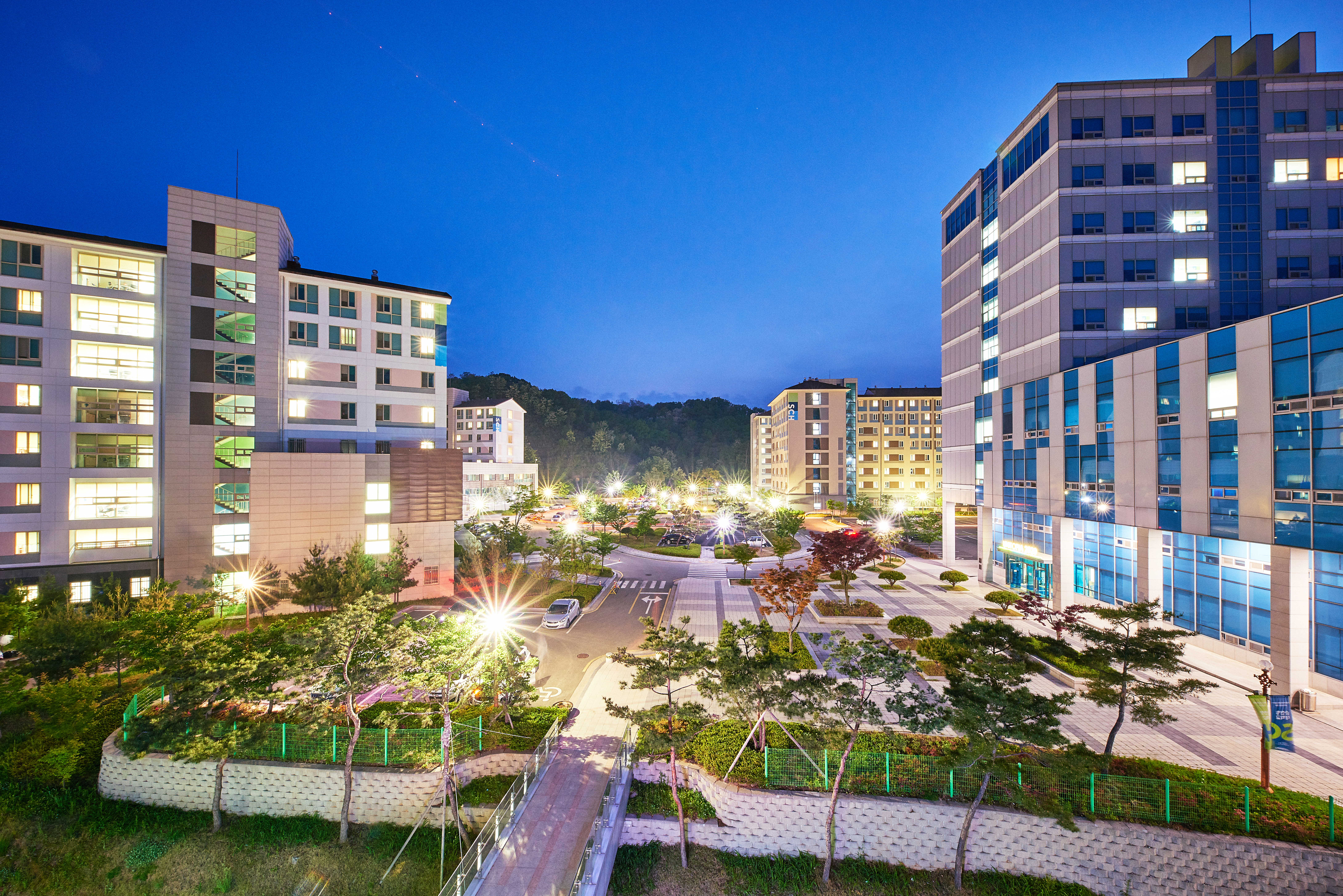
순천향대학교 생활관 전경

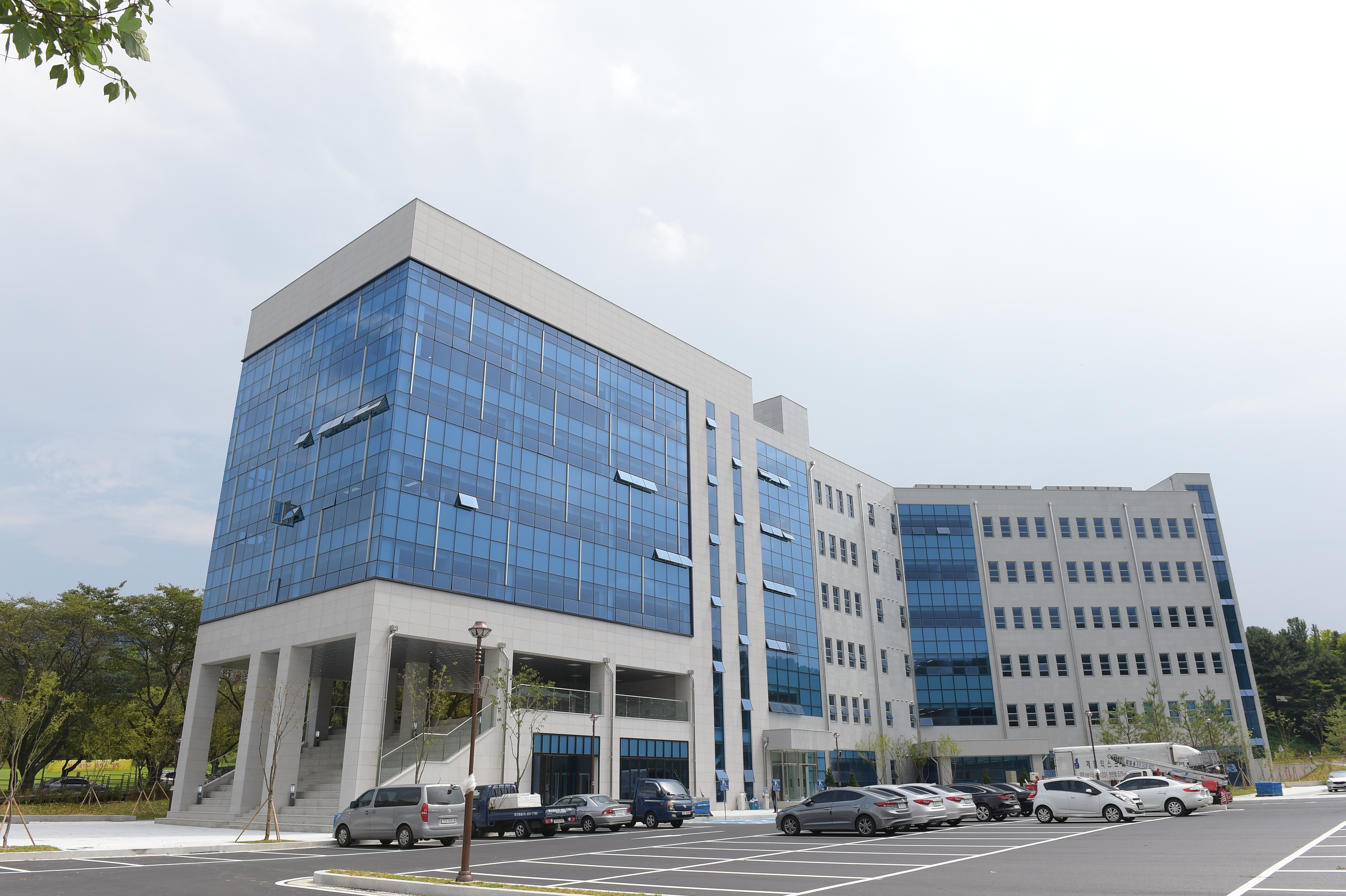
순천향대학교 SCH미디어랩스관

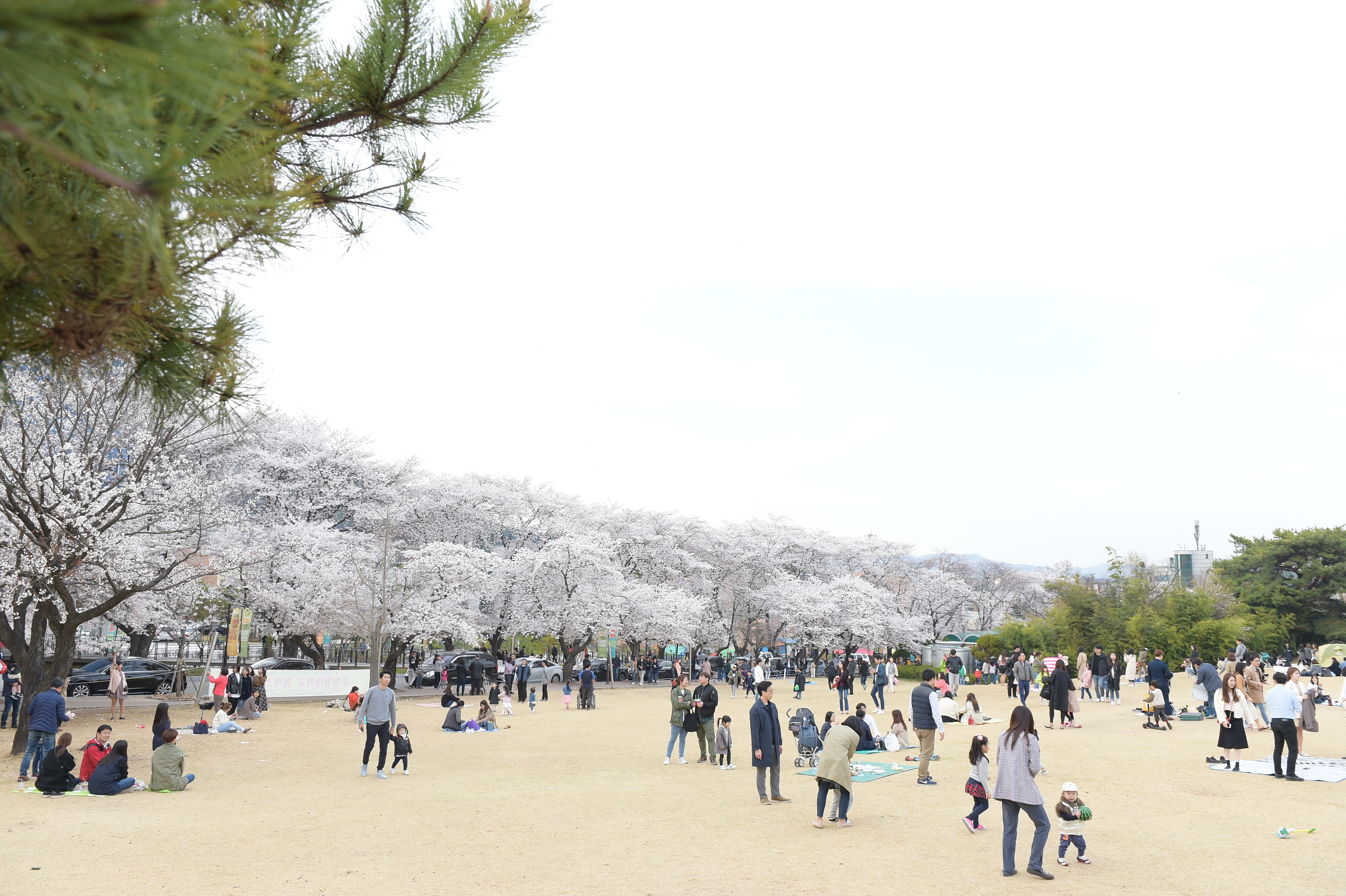
순천향대학교 피닉스광장

### 향설기념중앙도서관
건축문화대상 본상을 수상한 향설기념중앙도서관(승효상설계)은 '문화, 정보, 즐거움이 어우러진 복합문화공간'을 지향한다. 연면적 3553평에 73만권의 장서를 보유하고 있으며 24시간 개방하는 4개의 열람실과 멀티미디어존 등을 갖추고 있다.
북카페, 프리미어존(2인용 디지털 영화감상시설), 디지털 영화관, 스터디룸, 와이브로(이동식 인터넷)룸, 멀티미디어존 등 최첨단 문화, 정보공간을 갖추고 있다. 또한 현대식 개념이 적용된 전자도서관 시스템에 의해 약 50만건의 학술자료와 다양한 외부전자자료를 검색하고 이용할 수 있다. 지역주민에게 개방되어 함께 이용하고 있다.

### 글로벌 빌리지
2006년 여름, 1,000명 규모의 '해오름관 및 글로벌빌리지' 생활관이 개관되었다. 해오름관은 글로벌빌리지(잉글리시 빌리지, 차이니스 빌리지 등)의 국제기숙사 기능과 함께 헬스클럽, 편의점, 노래방 등의 편의시설을 갖춘 생활공간이다. 글로벌빌리지는 캠퍼스 안에서 자연스럽게 외국어와 국제 감각을 익힐 수 있도록 해외 자매결연대학에서 온 외국인 유학생들과 함께 어울려 생활할 수 있는 순천향대학교만의 특화된 어학전용 생활 공관이다. 내부 구조도 상호교류가 가능하도록 특별히 디자인된 호텔식 생활관으로 “English/Chinese/Japanese Village" 전용으로 사용되고 있다.

### 멀티미디어관/학예관
첨단 멀티미디어 강의실과 실험실, 교수연구실 등을 갖춘 정보기술공학 교육연구시설이다. 학예관은 유도장 등의 체육오락시설과 애니메이션 작화실, 무대 기자재실, 녹음실 등 다양한 실기실습실을 갖추고 있다.

### 피닉스광장
푸른 잔디로 덮인 피닉스광장은 재학생의 휴식공간으로 이용되며 지역주민들에게 개방되어 있다.

### 생활관
대학 내에 위치한 생활관은 ‘향설생활관, 학성사, 글로벌빌리지’ 3개의 타운 총 7개 생활관에서 약 4,121명의 신입생, 재학생 및 해외 자매결연 대학의 교환학생들이 함께 학습하며 생활하고 있다. 신입생 대상의 SRC(기숙형학습공동체) 프로그램이 운영되는 약 2,044명 수용 규모의 최신식 향설생활관1·2 및 524명 수용 규모의 향설생활관 3으로 구성되어 있고 1·2관의 경우 신입생 중 희망 입사자 전원에게 생활관을 제공한다. 인재 양성의 요람인 학성사 1,2,3관에서는 약 1,010명의 재학생들이 함께 학습한다.

### 부속기관
부속기관으로는 SCH의약바이오센터, 향설기념중앙도서관, 아산학연구소, 공학교육혁신센터, 병원경영연구소 등이 있고 부설기관으로는 평생교육원, 국제교육교류본부, 진로개발지원센터, 공자아카데미, 이순신연구소 등이 있다. 산학협력단 산하에는 고부가생물소재산업화지원지역혁신센터, 순천향 BIT 창업보육센터, 신가공기술혁신센터 등 18개 기관이 소속되어 있다. 중앙의료원 산하에는 4개의 종합병원(서울, 부천, 천안, 구미)이 있다.

## 교육 제도

### 해외교류
미국(Texas A&M University, University of Hawaii 등), 중국(절강관광대학, 천진 사범대학교, 천진외국어대학 등) 을 비롯하여 캐나다, 영국, 호주, 이탈리아, 핀란드, 프랑스, 러시아, 체코, 일본, 몽골, 인도, 태국, 캄보디아, 베트남. 우즈베키스탄, 등 42여개국에 총 183개 대학과 협약을 체결하고 전공별 학술분야, 의생명 연구, 교환학생 프로그램 등의 활발한 교류를 펼치고 있다.

### 교육특성화 프로그램
특성화된 교육 프로그램으로는 HONORS 과정, GBS(글로벌비즈니스스쿨), 잉글리쉬 빌리지, 차이니스 빌리지, 80여개 해외대학과의 교환학생 프로그램 등이 있다.

## 학생 활동
순천향대학교에는 총학생회, 총대의원회와 8개의 단과대학 학생회로 총 10개 학생자치기구가 존재한다. 총학생회에서는 매년 신입생 오리엔테이션, 피닉시아 축제, 체육대회 등 크고 작은 행사를 주관하며 총대의원회에서는 교내 전체 과대표를 대의원으로 하여 학생자치기구의 예산을 감사한다. 이들 학생자치기구의 예산은 교내 학생들이 자율적으로 납부한 학생회비로 운영이 된다. 2013년 제29대 총대의원회에서는 각 학생자치기구의 활동 투명성을 유도하기 위해 매학기 예산 감사결과를 정리하여 책자 형태의 감사백서를 발행하기도 하였다.

## 개설대학(원)

### 신창캠퍼스
2022년 12월 현재 순천향대학은 의과대학, 의료과학대학, 자연과학대학, 공과대학, 인문사회과학대학, 글로벌경영대학, SCH미디어랩스, 향설나눔대학, SW융합대학, 창의라이프대학, 엔터프라이즈 스쿨 등 11개의 단과대학과 6개 대학원(일반대학원, 교육대학원, 건강과학대학원, 법과학대학원, 미래융합대학원, 창의라이프대학원)으로 구성되어 있다.

### 천안캠퍼스

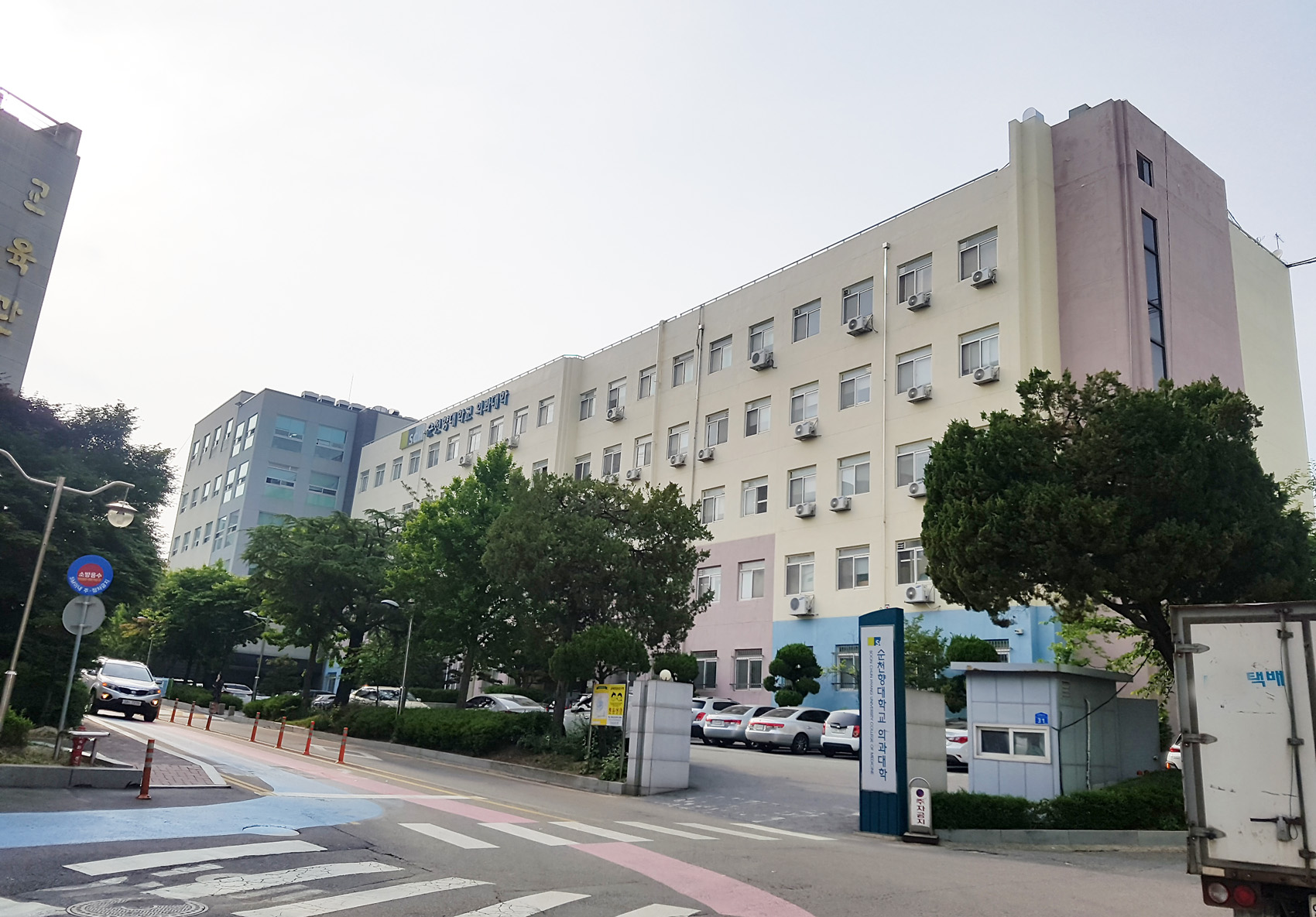
순천향대 의과대학

천안 봉명동 순천향대 천안병원 바로 옆에 위치한 천안캠퍼스에는 의과대학의 의학과와 간호학과가 있다.

## 같이 보기
- 순천향체
- 순천향대학교 중앙의료원